# Capo Verde (Senegal)
Il Capo Verde (in francese: pointe des Almadies) è un  promontorio roccioso del Senegal ubicato nel punto più occidentale dell'Africa, all'estremità nord-ovest della penisola di Capo Verde.

## Storia
Il capo sarebbe stato doppiato da Annone il Navigatore nel IV o V secolo a.C. durante il suo viaggio oltre le Colonne d'Ercole, ma il suo nome attuale gli sarebbe stato dato da Dinis Dias, il navigatore che scoprì anche le isole di Capo Verde, nel 1445. Il nome francese di pointe des Almadies deriverebbe invece dall'arabo El Mahdi (مَهْديّ, "il ben guidato [da Allah]").

## Territorio
Il capo è protetto da una barriera di rocce sotto il pelo dell'acqua conosciuto col nome di Chaussée des Almadies. Un faro segnala il promontorio alle navi, ma numerosi relitti testimoniano di naufragi passati.
Il promontorio è incluso nel comune di Ngor.

## Luoghi di interesse
Il capo è prossimo alle spiagge della costa ovest della penisola. La sua situazione geografica, all'ingresso di Dakar e nel comune di Ngor che ospita il 36% delle strutture alberghiere della capitale , fa sí che la pointe des Almadies riceva una forte ondata turistica, attratta dalle attività di surf, subacquea e dalla possibilità di visitare il vicino isolotto di Ngor.